# Aram-Naharaim
Aram-Naharaim är ett område som nämns fem gånger i Gamla Testamentet. Namnet betyder "de två flodernas Aram"  och syftar troligtvis på ett område längs floden Eufrats krök.

## Historia
Vilka två floder man syftar på står inte i Gamla Testamentet, men det är allmänt accepterat att övre Eufrat är den ena. Nahrima, som nämns i Amarnabreven, syftar på området mellan övre Eufrat och dess bifloder, Balikh och Khabur.